# Goring & Straja Architects
GaS Studio  uno studio italiano di architettura e progettazione integrata fondato nel 1997 da André Straja (nato a Bucarest nel 1958 e laureatosi in architettura alla Rice University di Houston) e da Jim Goring.
L'incontro fra i due avvenne nel 1987 presso la William Turnbull Associates di San Francisco. Nel 1997 ebbe luogo il trasferimento in Italia, dove Straja (dopo gli esordi in Texas) aveva già lavorato fra 1985 e 1987 con lo studio milanese Citterio Dwan, e la fondazione di Goring & Straja.
Ad oggi lo studio possiede sedi a Milano, Roma, Lugano e Berkeley (San Francisco) e impiega più di 30 persone nella sola Italia. Ai due soci originali si sono aggiunti nel tempo, come partner, Lenka Lodo, marketing manager e Giacomo Sicuro, architetto e designer.
Lo studio Goring & Straja, oltre ad aver realizzato numerosi lavori per aziende in diverse città italiane e all'estero, è stato impegnato anche nel vasto progetto Porta Nuova in previsione dell'Expo 2015.

## Principali progetti
- Lainate Urban Center - Lainate, 2013
- Via Don Sturzo 35 - Milano, 2013
- Alfa Business Park - Arese, 2011
- Perseo Expo District - Pero, 2010
- Ex Seminario degli Stimmatini - Verona, 2010
- Centro Commerciale Metropoli - Milano, 2008
- Hilton Double Tree - Milano, 2008
- Sede Babcock & Brown - Milano, 2008
- Caldera Business Park - Milano, 2006
- Palazzo della Vetra - Milano, 2005
- Torri Residenziali - Copenaghen, 2005
- Green Residence - Marrakech, 2005
- Multiplex&Leisure Center - Perugia, 2003
- IPBS - Istituto Padano, Milano, 2003
- Heinz/Plasmon - Milano, 2002
- Burberry - Milano e Roma, 2001/2002
- Tiffany - Milano e Roma, 2000/2001
- Ciao Lab - Milano, 2000
- Bull - Roma, 2000
- Showroom Castelli - Milano, 1998